# Brat and It’s Completely Different but Also Still Brat
Brat and It’s Completely Different but Also Still Brat (alternatywnie nazwany Brat and It’s Completely Different na re-edycji winylowej oraz na wykresach) – pierwszy remix album angielskiej piosenkarki i autorki tekstów Charli XCX, wydany 11 października 2024 nakładem Atlantic Records. Album zawiera remiks 17 z 18 piosenek z deluxe wersji albumu Brat, Brat and It's the Same but There's Three More Songs So It's Not, ale w pierwszym wydaniu zawiera również oryginalne piosenki, przez co remix album identyfikuje się jako podwójny album.
Wszystkie utwory z remix albumu zostały wykonane z udziałem gościnnych artystów, takich jak Robyn, Yung Lean, BB Trickz, Ariana Grande, the 1975, Jon Hopkins, Troye Sivan, Addison Rae, Caroline Polachek, Bladee, Lorde, the Japanese House, Tinashe, Julian Casablancas, Bon Iver, Shygirl, Billie Eilish, Kesha oraz A.G. Cook. 
Po wydaniu, album zyskał uznanie krytyków, którzy uważali remix album za innowacyjny utwór towarzyszący oryginalnego albumu za dużo niepublikowanych tekstów piosenek, wykraczając poza zwykły remix album. Utwór "Guess" z gościnnym udziałem Billie Eilish, został nominowany do Nagrody Grammy za Najlepszy Występ Pop Duetu/Grupy.

## Tło
Charli XCX wydała swój szósty album studyjny Brat 7 czerwca 2024. Remix wersje piosenek były już wydawane przed ogłoszeniem remix albumu. zaczynając od remixu A.G. Cooka utworu "Von Dutch" wraz z Addison Rae, który został wydany 22 marca 2024 roku. Następne remixy utworów albumowych, takie jak "Girl, So Confusing" wraz z Lorde oraz "Guess" wraz z Billie Eilish podsycały plotki o "koncepcji".

## Wydanie i promocja
Brat and It’s Completely Different but Also Still Brat został zapowiedziany 12 września 2024 roku, wraz z wydaniem remixu utworu "Talk Talk", z gościnnym udziałem Troye Sivana. W tym samym dniu, magazyn Rolling Stone zapowiedział, że remix album zostanie wydany 11 października tego samego roku. Wydanie albumu również zbiegło się z trasą koncertową Charli XCX i Sivana, Sweat.
Okładka albumu została opublikowana wraz z opisem "Brat and it’s completely different but also still brat - out oct 11" na kilku kontach Charli XCX na mediach społecznościowych. Także pod opisami znajdował się link do przedsprzedaży albumu. Lista utworów została potwierdzona przez Charli XCX, 7 października 2024 roku, kiedy XCX dała swojemu fanowi podczas jednego z koncertów trasy Sweat w Orlando, i zachęcała go do udostępnienia listy przez internet. Później potwierdziła to na jej mediach społecznościowych. Album został sprzedany na podwójnej kasecie magnetofonowej, podwójnym CD i potrójnej płycie winylowej. Remix utworu "Spring Breakers" wraz z Keshą, został wydany i dodany do listy utworów albumu 14 października, 3 dni po wydaniu albumu.
Przed wydaniem albumu, w Stanach Zjednoczonych. Europie i Japonii pojawiły się billboardy potwierdzające że osoby takie jak BB Trickz, Bon Iver, Julian Casablancas, Tinashe, Shygirl, the 1975, Jon Hopkins, the Japanese House, Bladee, Caroline Polachek i Ariana Grande pojawią się na albumie.

## Odbiór krytyczny
| Oceny łączne           | Oceny łączne |
| Publikacja             | Ocena        |
| ---------------------- | ------------ |
| Album of the Year      | 84/100       |
| AnyDecentMusic?        | 8.4/10       |
| Metacritic             | 88/100       |
| Recenzje               |              |
| Publikacja             | Ocena        |
| AllMusic               | [ 19 ]       |
| Clash                  | 9/10         |
| The Guardian           | [ 21 ]       |
| laut.de                | [ 22 ]       |
| The Line of Best Fit   | 7/10         |
| The Needle Drop        | 7/10         |
| NME                    | [ 25 ]       |
| Northern Transmissions | 7.5/10       |
| Paste                  | 8.5/10       |
| Pitchfork              | 8.0/10       |
| Rolling Stone          | [ 29 ]       |
| Slant Magazine         | [ 30 ]       |
| Spectrum Culture       | 85%          |
| Still Listening        | 95/100       |
| The Telegraph          | [ 33 ]       |

Brat and It's Completely Different but Also Still Brat otrzymał ogólnie pozytywne opinie. Na Metacritic jest przyznana ocena 88/100, na podstawie 12 opinii krytyków.

## Lista utworów
1. "360" (gościnnie: Robyn i Yung Lean)
2. "Club Classics" (gościnnie: BB Trickz)
3. "Sympathy Is a Knife" (gościnnie: Ariana Grande)
4. "I Might Say Something Stupid" (gościnnie: the 1975 i Jon Hopkins)
5. "Talk Talk" (gościnnie: Troye Sivan)
6. "Von Dutch" (A. G. Cook remix; gościnnie: Addison Rae)
7. "Everything Is Romantic" (gościnnie: Caroline Polachek)
8. "Rewind" (fgościnnie: Bladee)
9. "So I" (gościnnie: A. G. Cook)
10. "Girl, So Confusing" (gościnnie: Lorde)
11. "Apple" (gościnnie: the Japanese House)
12. "B2B" (gościnnie: Tinashe)
13. "Mean Girls" (gościnnie: Julian Casablancas)
14. "I Think About It All the Time" (gościnnie: Bon Iver)
15. "365" (gościnnie: Shygirl)
16. "Guess" (gościnnie: Billie Eilish)
17. "Spring Breakers" (bonusowy utwór wydany w re-edycji w formacie podwójnej płyty winylowej i na streamingach; gościnnie: Kesha)

## Historia wydania
| Region | Data                 | Format                                                    | Wytwórnia |
| ------ | -------------------- | --------------------------------------------------------- | --------- |
| Różny  | 11 października 2024 | digital download, streaming, LP, CD, kaseta magnetofonowa | Atlantic  |
| Różny  | 28 lutego 2025       | LP (re-edycja)                                            | Atlantic  |